# Pristimantis avicuporum
Pristimantis avicuporum é uma espécie de anfíbio da família Craugastoridae. É endémica do Peru. Os seus habitats naturais são: regiões subtropicais ou tropicais húmidas de alta altitude.